# Anna Galiena
Anna Galiena (Roma, 22 de desembre de 1949) és una actriu italiana, coneguda pels seus papers a El marit de la perruquera, Jamón, jamón, Senso '45 i Perdut en el temps.

## Carrera cinematogràfica
En la seva joventut, Galiena va protagonitzar nombroses obres de teatre, incloent moltes obres de William Shakespeare. Va realitzar una dotzena de pel·lícules, sobretot en Itàlia abans de ser coneguda mundialment pel seu paper en El marit de la perruquera (Le Mari de la coiffeuse). Posteriorment va aparèixer en la pel·lícula de Bigas Luna Jamón, jamón, que li va obrir la porta per al seu debut en Hollywood en la pel·lícula de Bill Forsyth Un simple mortal (Being Human), al costat de Robin Williams.
Posteriorment, Galiena va treballar al cinema europeu, en més de cinquanta pel·lícules i telefilmes, incloent el seu paper al film Virgin Territory, protagonitzat per Hayden Christensen i Mischa Barton, i Senso '45, de Tinto Brass. Va compartir cartell al costat de Joaquim de Almeida i Ben Gazzara al thriller Christopher Roth.
En teatre ha interpretat l'obra Tres (2013), de l'espanyol Juan Carlos Rubio.

## Vida
Galiena parla italià, anglès, francès i espanyol. En Being Human va parlar friülà, una llengua romanç que es parla en el nord-est d'Itàlia. En 2003 va ser jurat del 53è Festival Internacional de Cinema de Berlín, i en 2007, del Festival Internacional de Cinema de Moscou.
Es va casar dues vegades: la primera amb un escriptor nord-americà anomenat John i la segona amb el productor de cinema francès Philippe Langlet. Tots dos matrimonis van acabar en divorci.

## Filmografia

### Cinema
- Sotto il vestito niente, dirigida per Carlo Vanzina (1985)
- La vita di scorta, dirigida per Piero Vida (1986)
- Italian Fast Food, dirigida per Lodovico Gasparini (1986)
- Puro cashmere, dirigida per Biagio Proietti (1986)
- Hotel Colonial, dirigida per Cinzia TH Torrini (1987)
- Mosca addio, dirigida per Mauro Bolognini (1987)
- Caramelle da uno sconosciuto, dirigida per Franco Ferrini (1987)
- L'estate sta finendo, dirigida per Bruno Corsini (1987)
- Laggiù nella giungla, dirigida per Stefano Reali (1988)
- Rorret, dirigida per Fulvio Wetzl (1988)
- La travestie, dirigida per Yves Boisset (1988)
- Willy Signori e vengo da lontano, dirigida per Francesco Nuti (1990)
- Jours tranquilles à Clichy dirigida per Claude Chabrol (1990)
- El marit de la perruquera dirigida per Patrice Leconte (1990)
- La viuda del capitán Estrada dirigida per José Luis Cuerda (1991)
- Jamón, jamón, dirigida per Bigas Luna (1992)
- Vieille canaille, dirigida per Gerard Jourd'Hui (1992)
- L'Atlantide, dirigida per Bob Swaim (1992)
- Il grande cocomero, dirigida per Francesca Archibugi (1993)
- L'Écrivain public, dirigida per Jean-François Amiguet (1993)
- Senza pelle, dirigida per Alessandro D'Alatri (1994)
- Perdut en el temps dirigida per Bill Forsyth (1994)
- Mario und der Zauberer dirigida per Klaus Maria Brandauer (1994)
- La scuola, dirigida per Daniele Luchetti (1995)
- Una coppia distratta, dirigida per Sandra Monteleoni (1995)
- Celluloide, dirigida per Carlo Lizzani (1996)
- Les caprices d'un fleuve dirigida per Bernard Giraudeau (1996)
- Trois vies & une seule mort dirigida per Raúl Ruiz (1996)
- The Leading Man, dirigida per John Duigan (1996)
- 3, dirigida per Christian De Sica (1996)
- Cuestión de suerte (Question of luck) (1996)
- Cervellini fritti impanati, dirigida per Maurizio Zaccaro (1996)
- La pistola de mi hermano, dirigida per Ray Loriga (1997)
- Préférence, dirigida per Grégoire Delacourt (1998)
- Come te nessuno mai, dirigida per Gabriele Muccino (1999)
- The Venice Project, dirigida per Robert Dornhelm (1999)
- I giudici - Excellent Cadavers (Excellent Cadavers), dirigida per Ricky Tognazzi (1999)
- Amor nello specchio, dirigida per Salvatore Maira (1999)
- Bibo per sempre, dirigida per Enrico Coletti (2000)
- Off Key, dirigida per Manuel Gómez Pereira (2001)
- Senso '45, dirigida per Tinto Brass (2002)
- Vivancos 3, dirigida per Albert Saguer (2002)
- Oltre il confine, dirigida per Rolando Colla (2002)
- Lilly's Story, dirigida per Robert Manthoulis (2002)
- Le valigie di Tulse Luper - La storia di Moab (2003)
- Maria sì, dirigida per Piero Livi (2004)
- The Tulse Luper Suitcases, Part 2: Vaux to the Sea (2004)
- The Tulse Luper Suitcases, Part 3: From Sark to the Finish (2004)
- Guardiani delle nuvole, dirigida per Luciano Odorisio (2004)
- Les Parrains, dirigida per Frédéric Forestier (2005)
- Amore e libertà - Masaniello, dirigida per Angelo Antonucci (2006)
- Fade to Black, dirigida per Oliver Parker (2006)
- Un amore su misura, dirigida per Renato Pozzetto (2007)
- Lezioni di volo, dirigida per Francesca Archibugi (2007)
- Guido che sfidò le Brigate Rosse, dirigida per Giuseppe Ferrara (2007)
- Scrivilo sui muri, dirigida per Giancarlo Scarchilli (2007)
- Virgin Territory, dirigida per David Leland (2007)
- Sleeping Around, dirigida per Marco Carniti (2008)
- Sans état d'âme dirigida per Vincenzo Marano (2008)
- Mejor que nunca, dirigida per Dolores Payás (2008)
- Il console italiano, dirigida per Antonio Falduto (2011)
- Stai lontana da me, dirigida per Alessio Maria Federici (2013)
- Avis de mistral, dirigida per Rose Bosch (2014)
- Nessuno si salva da solo, dirigida per Sergio Castellitto (2015)
- La pazza gioia, dirigida per Paolo Virzì (2016)
- Croce e delizia, dirigida per Simone Godano (2019)
- Nonostante la nebbia, dirigida per Goran Paskaljević (2019)

### Televisió
- ...e la vita continua – telefilm (1984)
- Una donna a Venezia – minisèrie (1986)
- L'Argent – telefilm (1988)
- The Nightmare Years – minisèrie (1989)
- Les grandes familles – minisèrie (1989)
- Eppur si muove – programa TV (1994)
- Vite a termine, dirigida per Giovanni Soldati – telefilm (1995)
- Les femmes et les enfants d'abord – telefilm (1995)
- Mosè – minisèrie (1996)
- Le coup du sort – telefilm (1997)
- Doppio segreto – minisèrie (1998)
- I giudici – Excellent Cadavers – minisèrie (1999)
- Vino santo – telefilm (2000)
- La crociera – minisèrie (2001)
- La cittadella – minisèrie (2003)
- Il veterinario – telefilm (2005)
- La Tête haute – telefilm (2005)
- Le président Ferrare – serie TV, 3 episodi (2004-2006)
- Senza via d'uscita – Un amore spezzato – telefilm (2007)
- Capri 2 – serie TV, 13 episodis (2008)
- Un amore di strega – telefilm (2009)
- Il falco e la colomba – minisèrie (2009)
- Weihnachten unter Palmen – telefilm (2010)
- Casa e bottega, dirigida per Luca Ribuoli – telefilm (2013)
- Non è stato mio figlio – serie TV (2016)
- Il bello delle donne... alcuni anni dopo – serie TV (2016)
- Romanzo famigliare – serie TV (2018)

### Curtmetratges
- Obilazak (2002)

## Premis i reconeixement
Nastro d'argento
1995 - Candidata a millor actriu - Senza pelle
1996 - Candidata a millor actriu - La scuola
David di Donatello
1995 - Candidata a millor actriu - Senza pelle
2000 - Candidata a millor actriu no protagonista - Come te nessuno mai
Ciak d'oro
1993 - Candidata a millor actriu no protagonista - Il grande cocomero
Globo d'oro
1994 - Migliore actriu - Senza pelle